# Massoneria tradizionale
Con  Massoneria tradizionale si designa un'area minoritaria del mondo massonico che si richiama alle origini dell'Arte Muratoria (Craft) in Inghilterra e Scozia. 

## Storia
Secondo i Liberi Muratori di tradizione, il sistema delle Grandi Logge ha costituito un'alterazione della originaria fratellanza massonica. Del resto, tale interpretazione non è recente: nei decenni successivi al 1717, anno in cui si formò la prima Gran Loggia a Londra, numerose Logge, soprattutto nel nord dell'Inghilterra e in Scozia, ne ricusarono l'autorità e conservarono la propria indipendenza.
Nel corso dei secoli XIX e XX, a più riprese, nell'Europa continentale (soprattutto in Italia, Francia e Germania) ebbe luogo il distacco di singole Logge dalle rispettive Comunioni nazionali: in alcuni casi esse optarono per l'assoluta "sovranità", in altri per uno status federativo paritario con Logge che avevano compiuto analoga scelta.   

## Caratteristiche
La Massoneria tradizionale presenta alcune caratteristiche che la distinguono in maniera netta da quella “moderna”. Tali caratteristiche sono così riassunte nella introduzione alla Regola della Loggia-Madre "Intelletto e Amore" (v. bibl.):
- La Massoneria tradizionale si ricollega alle radici storiche (dal ‘300 al ‘600) dell'Arte muratoria e trasmette perciò i miti di fondazione contenuti in vari manoscritti - primi fra tutti il Poema Regius e il Ms. Cooke, apparsi tra il 1390 e il 1410 - che formano le basi degli Antichi doveri. Del Poema Regius, in particolare, viene celebrata l’Ars Quatuor Coronatorum, breve e intensa saga dei Santi Quattro Coronati, muratori e incisori martirizzati - secondo la leggenda - a Sirmio (Pannonia) da Diocleziano, nel 303/304, per non essersi piegati al potere imperiale rifiutando di scolpire idoli. I riferimenti del Ms. Cooke alla classicità (Pitagora, Ermete) collocano poi la Massoneria tradizionale nel filone dell'umanesimo spirituale europeo: del resto, l'ideale costruttivo dei Liberi Muratori mira all'elevazione del valore di humanitas nel mondo.
- afferma la sovranità di ogni loggia massonica regolarmente costituita, rispetto all'accentramento delle “Grandi Logge” formatesi a partire dal ‘700.
- si richiama al Cristianesimo: in una forma universalista[2], aperta ai contributi di altre tradizioni spirituali, ma irrinunciabile, essendo la fede cristiana alla radice dell'Arte Muratoria britannica, madre di tutta la Massoneria. I rituali delle Logge tradizionali, che formano la base della loro disciplina, contengono riferimenti a Gesù, a San Giovanni Evangelista e alla Vergine Maria. In linea con l'intento armonizzante della Libera Muratoria, non è richiesta l'adesione ai dogmi dei Concili, fortemente conflittuali e dagli esiti divisivi, ma solo agli insegnamenti fondamentali e condivisi del Cristo, in uno spirito latitudinario: il confratello farà pertanto professione di fede in Dio (teismo), di speranza nella resurrezione[3]e di intima ricezione della simbolica cristiana, entro la quale è compreso il rito della fractio panis durante l'agape fraterna[4], che segue i lavori e che riprende in parte la preghiera eucaristica contenuta nel Poema Regius.
- non riconosce alcuna funzione superiore a quella di Maestro (o Mastro)  di Loggia,  detto pure Maestro Venerabile (dall'inglese Worshipful Master) o Maestro Degno (Worthy Master), secondo le antiche consuetudini[5]. Di conseguenza, non ha un “Gran Maestro” né fa uso di titoli diversi.
- si attiene a massima sobrietà negli arredi di Loggia e nelle insegne (grembiuli, collari) indossate durante le riunioni, concentrando i propri lavori sulla simbologia operativa, ovvero sui valori etici e spirituali annessi agli strumenti di lavoro dell'Arte Muratoria (squadra, compasso, cazzuola, livella, ecc.).
- compie la preparazione preliminare del candidato in un locale, annesso alla Loggia, che nell'allestimento richiama la "cava" (quarry) dalla quale i tagliapietre estraevano i materiali grezzi su cui lavorare: non utilizzando, dunque, né la informale "preparation room" prevalente nelle Massonerie anglosassoni, né il "gabinetto di riflessione", arredato con variegata simbologia non propriamente muratoria, prevalente in quelle latine.
- non definisce temple / tempio (termine che può far percepire la Libera Muratoria come religione o para-religione) il luogo di riunione, bensì lodge room ("camera di loggia") o masonic hall ("sala massonica"). Per lo stesso motivo, non indica la persona non aderente alla Massoneria come profano (etimologicamente: "colui che sta fuori dal tempio"), ma declina tale status in forma duplice: a) esterno all'Arte (corrispondente all'inglese cowan, che in origine indicava un lavorante "generico" nell'edilizia), quando lo si intende in senso generale; b) intruso, origliante (ingl.: eavesdropper), quando ci si riferisce a persona che, per superficiale curiosità o per malevolenza, intenda insinuarsi nei lavori dell'Arte. Il candidato in procinto di essere ammesso - altrove, soprattutto nelle Massonerie latine, definito "profano" - viene invece chiamato con il titolo di rispetto "messere", dall'inglese sir, tramite il provenzale meser, "mio signore" (del resto sir / sire è a sua volta un prestito dalla langue d'oïl).
- chiama confratelli gli aderenti all'Ordine, mentre nella Massoneria "moderna" essi vengono definiti fratelli: ciò sta a significare che si ritengono i Liberi Muratori come consociati in una specifica comunità, mentre il termine "fratello" deve restare aperto alla dimensione umana generale (in effetti, questa distinzione deriva pure da una limitazione primaria di ordine lessicale: la lingua-madre della Massoneria, l'inglese, indica il "confratello" con il termine Brother, non disponendo di un vocabolo "ad hoc", e le Massonerie latine hanno assimilato tale limitazione).
- nei lavori rituali non utilizza il termine iniziazione, bensì accettazione (acception: dall'inglese medio accepcioun), che designava già nel secolo XVI l'ammissione in Loggia di persone non esercitanti mestieri nell'ambito architettonico-edile: tale opzione indica, oltre che un ulteriore segno di fedeltà alla tradizione, la volontà di distanziarsi da quei gruppi che, utilizzando la qualifica massonica, pretendono di trasmettere contenuti esoterici estranei all'Arte Muratoria.
- considera essenziale, nella disciplina dei confratelli, l'esercizio della virtù, intesa come fondamento e asse della edificazione spirituale, e ne coltiva una visione estensiva, che spazia dalla sincerità alla compassione, dalla rettitudine alla purezza, dall'affabilità alla studiosità e a molte altre, ma viene altresì condensata nelle essenziali sequenze delle virtù teologali (Fede, Speranza, Carità) e di quelle cardinali (Prudenza, Fortezza, Giustizia, Temperanza). Queste si ritrovano pure in alcune aree della Massoneria "moderna" praticanti il Rituale inglese Emulation (sezioni IV e VI della I lecture), codificato nei primi decenni del XIX secolo. L'esercizio nelle virtù, nella prospettiva della Massoneria tradizionale, non può né intende ridurre la centralità della grazia divina nel percorso di riparazione e edificazione interiore che il Libero Muratore intraprende: "Se il Signore non costruisce la casa, invano si affaticano i costruttori"  (Sal.126, 1).

Tra i più noti esponenti della Massoneria tradizionale troviamo René Guilly, fondatore della rivista Renaissance Traditionnelle, e Michele Moramarco, autore della Nuova Enciclopedia Massonica (1989-1995) e del più recente La via massonica (2014) nel quale, oltre alle origini "operative" medievali, rielabora l'influsso che sull'Arte Muratoria ebbe nel '600 l'orientamento dei Rosacroce.
Sebbene si presentino come nettamente alternative, le Logge tradizionali non vietano ai propri membri di aderire anche a Logge "moderne".

## Diffusione nel mondo
La Massoneria tradizionale è presente oggi in varie nazioni. In particolare, operano in Italia la Fraternitas Quatuor Coronatorum - Anno Domini 926 (Ordine dei Liberi e Accettati Muratori), già Real Ordine A.L.A.M., e in Francia la Loge Nationale Française. Altri organismi, come la Federazione delle Logge di San Giovanni e iniziative similari sorte in altri paesi (ad esempio in Catalogna e in Messico), aderiscono al modello tradizionale di autonomia della Loggia senza tuttavia richiamarsi alle origini cristiane.